# Parti ouvrier et paysan français

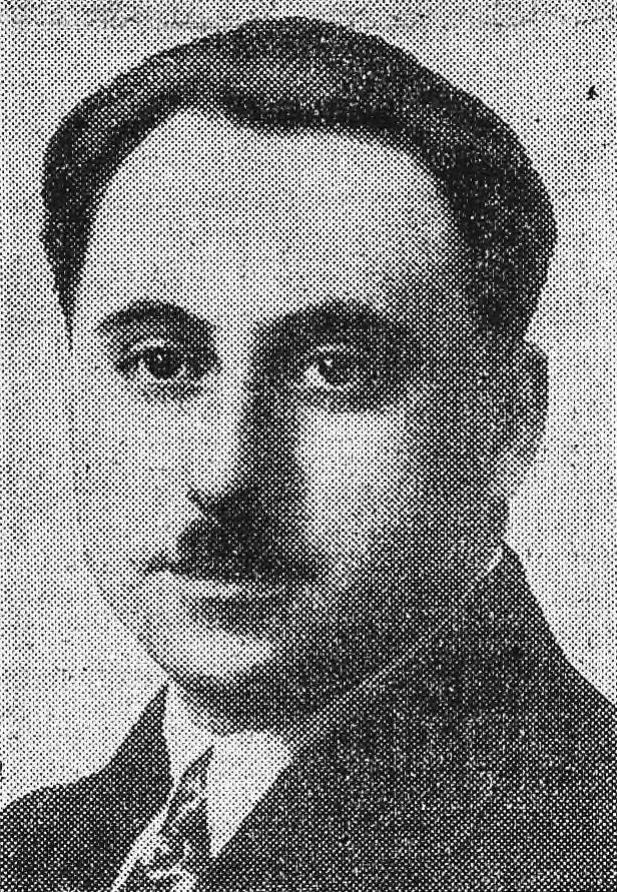
Marcel Gitton (L’Humanité 13. November 1936)

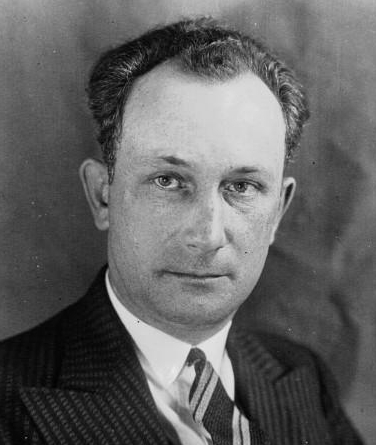
Marcel Capron 1932

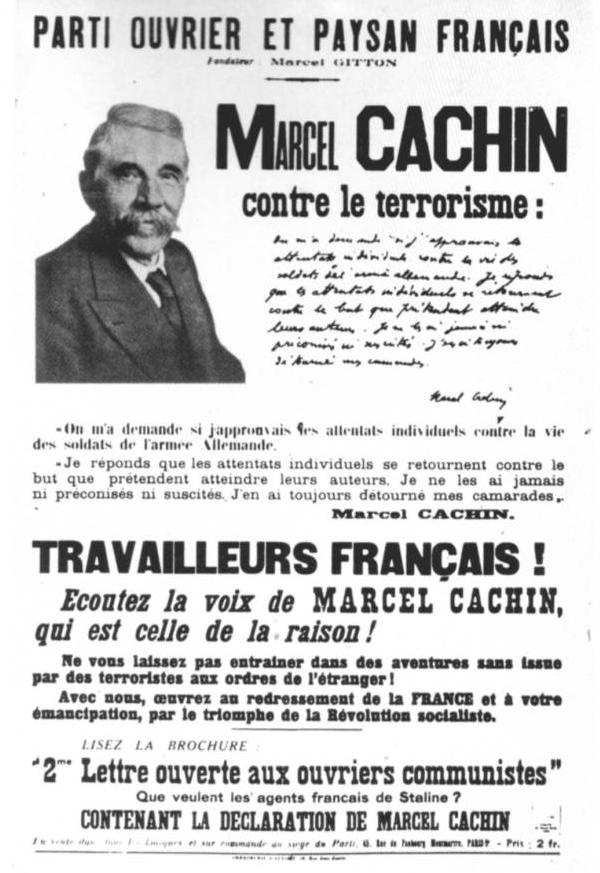
Marcel Cachin contre le terrorisme 1941

Die Parti ouvrier et paysan français (Französische Arbeiter- und Bauernpartei, POPF) war eine französische kollaborierende politische Partei, die von 1941 bis 1944 aktiv war und sich aus ehemaligen Parlamentariern und Kommunalpolitikern der Kommunistischen Partei (PCF) zusammensetzte.

## Geschichte
Die Parti ouvrier et paysan français setzte sich aus ehemaligen Abgeordneten der Kommunistischen Partei zusammen, die zunächst gegen den deutsch-sowjetischen Pakt vom September 1939 waren und dann während der Besatzung die Kollaboration mit dem Deutschen Reich befürworteten.
Sie wurde im Februar 1941 gegründet und von Marcel Gitton, einem ehemaligen kommunistischen Funktionär und Informanten der Polizei, und einem 20-köpfigen Zentralkomitee geleitet, das fast ausschließlich aus Parlamentariern und Gemeindevertretern der Pariser Region bestand, die von der PCF kamen. So zählte die Parti ouvrier et paysan français 16 von 76 Parlamentariern der PCF von 1936. Von den 26 Parlamentariern, die zum Zeitpunkt des deutsch-sowjetischen Pakts mit der Partei gebrochen hatten, traten 16 der POPF bei. Trotz der Präsenz lokaler Prominenz in der POPF gingen die meisten kommunistischen Aktivisten nicht den Weg der Kollaboration: Die POPF zählte nur etwa 300 Mitglieder.
Im September 1941 plakatierte die POPF in der Pariser Region einen ersten „Offenen Brief an die kommunistischen Arbeiter“, der von ehemaligen PCF-Führern unterzeichnet war. Die Organisation führt in dieser Liste die Namen von einem halben Dutzend PCF-Führern auf, die ihrer Partei jedoch treu geblieben waren.
Ein zweiter offener Brief griff den Brief vom 21. Oktober 1941 von Marcel Cachin (Mitglied des politischen Büros der PCF und Direktor der Humanité) an Major Bömelburg, den Leiter der deutschen Militärpolizei, auf. In diesem Brief hatte Cachin individuelle Anschläge gegen die deutsche Armee verurteilt.
Die Satzung der Parti ouvrier et paysan français wurde am 14. Januar 1942 registriert, nachdem die Besatzungsbehörden zugestimmt hatten und ihr Gründer Marcel Gitton am 4. September 1941 getötet worden war. Gitton, der vom kommunistischen Widerstand erschossen wurde, wurde durch Marcel Capron ersetzt, einen Metallarbeiter und Kommunisten der ersten Stunde, Abgeordneter des Départements Seine zwischen 1932 und 1940 und Bürgermeister von Alfortville.
Die POPF und das Comité ouvrier de secours immédiat (Arbeiterkomitee für Soforthilfe, Cosi), die von einigen Personen der anarchistischen und gewerkschaftlichen Linken geleitet wurden, waren die wichtigsten kollaborierenden Organisationen, die aus der revolutionären Linken hervorgegangen waren. Der ehemalige kommunistische Abgeordnete André Parsal, der der POPF beitrat, beteiligte sich im Juni 1942 an der Gründung des Comité d’information ouvrière et sociale (Komitee für Arbeiter- und Sozialinformationen), das mit der Propaganda für den Nachwuchs in der besetzten Zone beauftragt war. Seine Fédération française des travailleurs de l’agriculture (Französischer Verband der Arbeitnehmer in der Landwirtschaft) wurde von der deutschen Botschaft anerkannt, die um den Ausbau der gewerkschaftlichen Zusammenarbeit bemüht war. Die POPF beteiligte sich auch an anderen kollaborativen Organisationen, die die Arbeiterklasse einbinden sollten (Cosi, Front social du travail usw.).
Die tatsächliche Aktivität der POPF war gering. Trotz der Opposition des kollaborierenden Vichy-Regimes behielten die deutschen Behörden einige Mitglieder der POPF in ihren Vorkriegsfunktionen. „Auf Verwaltungsaufgaben beschränkt, haben seine Mitglieder offensichtlich als Hauptfunktion, die von Deutschland gewünschte Kontinuität aufrechtzuerhalten, wo sie von einem Vertreter der klassischen Rechten nur schwer gewährleistet werden könnte. Ob sie nun den Wunsch hatten, mehr zu tun oder nicht, die Kommunisten der elften Stunde waren bis zum Schluss nur passive Elemente der Kollaboration“, betont der Historiker Pascal Ory.
Die Parti ouvrier et paysan français wurde während des Krieges und später zur Zeit der Säuberung besonders häufig von kommunistischen Attentaten betroffen. Mehrere ihrer Mitglieder, darunter Lucien Chapelain, wurden 1948 vor der Zivilkammer des Départements Seine angeklagt und zu Strafen der nationalen Unwürdigkeit verurteilt.